# پارک بیسبال

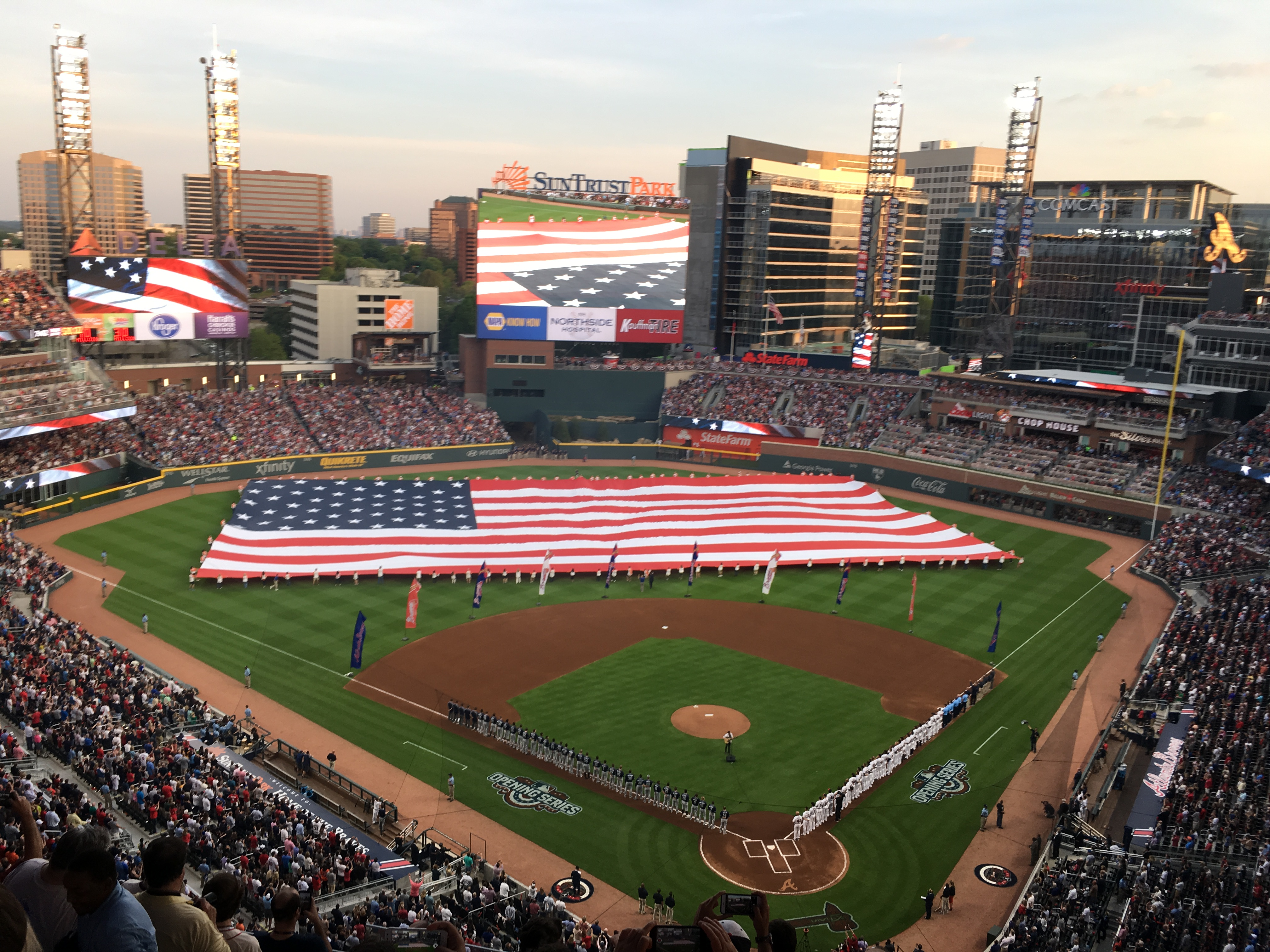
پارک سان تراست ، جدیدترین Ballpark در لیگ برتر بیس بال آمریکا.

baseball park یا یک پارک بازی برای ورزش بیس بال، که با نام "بال پارک" یا الماس شناخته می شود، برای برگزاری بازی بیس بال. یک پارک بیس بال شامل زمین بازی و صندلی تماشاگر اطراف. 
اصطلاح "بال پارک" گاهی به کل ساختار ورزشگاه یا گاهی اوقات فقط به زمین بازی بیس بال اشاره دارد.